# Stefan Đorđević
Stefan Đorđević (Leskovac, Serbia, 4 de diciembre de 1998) es un baloncestista serbio. Con 2,06 metros de estatura, juega en la posición de pívot en las filas del Bàsquet Girona de la Liga Endesa. 

## Trayectoria deportiva
Đorđević es un jugador formado en el Estrella Roja de Belgrado, donde terminó su etapa juvenil en la temporada 2016-17.
En la temporada 2017-18, firma con el KK Vršac con el que debutó en la Liga Serbia de Baloncesto.
De 2018 a 2021, formaría parte de la plantilla del FMP, donde jugaría Liga Serbia de Baloncesto y la Liga Adriática. 
En la temporada 2021-22, firma por el KK Igokea de la Liga Adriática por dos temporadas. 
En la temporada 2022-23, promedia 12 puntos, 5.4 rebotes y 1.3 asistencias en 21 minutos de media en la Liga Adriática y en la Basketball Champions League, ha acreditado 8.5 puntos y 4.5 rebotes en 20 minutos.
El 4 de julio de 2023, firma por el Bàsquet Girona de la Liga Endesa.